# Lucy Gaskell
Lucy Gaskell (* 10. Juli 1980 in Wigan, Lancashire, England) ist eine britische Schauspielerin.

## Leben
Lucy Gaskell wurde am 15. November 1985 in Wigan geboren. Dort besuchte sie die St Peter’s High School. Seit ihrer Kindheit wollte sie entweder Krankenschwester oder Schauspielerin werden, entschied sich aber letztendlich für eine Schauspielausbildung. Diese absolvierte sie 1998 am Royal Welsh College of Music & Drama. Ihren ersten Fernsehauftritt hatte sie 2002 als Jeanette Bryant in der Serie Where the Heart is. International erfolgreich wurde sie durch ihre Darstellung der Judy im Kinofilm Lesbian Vampire Killers. Bekannt ist sie außerdem für ihre Darstellungen in Cutting It, Doctor Who, Being Human, Casualty und Waking the Dead – Im Auftrag der Toten.
Lucy Gaskell ist mit dem Schauspieler Mark Bonnar verheiratet. Ihre gemeinsame Tochter wurde 2011 geboren.

## Filmografie
- 2002: Where the Heart Is (Fernsehserie, Episode 6x11)
- 2002: Holby City (Fernsehserie, Episode 4x49)
- 2002–2004: Cutting It (Fernsehserie, Episoden 1x01–3x06)
- 2004: Waking the Dead – Im Auftrag der Toten (Waking the Dead, Fernsehserie, Episoden 4x11–4x12)
- 2005: Dungeons & Dragons – Die Macht der Elemente (Dungeons & Dragons: Wrath of the Dragon God)
- 2006: The Last Mission – Das Himmelfahrtskommando (The Last Drop)
- 2006: Rom und seine großen Herrscher (Fernsehserie, Episode 1x05)
- 2006: Vincent (Fernsehserie, Episode 2x04)
- 2006: Nuclear Secrets (Fernsehserie, Episode 1x02)
- 2007: Director’s Debut (Fernsehserie, Episode 1x02)
- 2007: Doctor Who (Fernsehserie, Folge 3x10 Nicht blinzeln)
- 2007: Blue Murder (Fernsehserie, Episode 4x03)
- 2008: Holby Blue (Fernsehserie, Episode 2x07)
- 2009: Lesbian Vampire Killers
- 2009: Whatever It Takes
- 2009: Paradox (Fernsehserie, Episode 1x03)
- 2010: Being Human (Fernsehserie, Episoden 2x04–2x07)
- 2010: Coming Up (Fernsehserie, Episode 8x01)
- 2010–2011: Casualty (Fernsehserie, Episoden 24x37–25x46)
- 2012: Misfits (Fernsehserie, Episoden 4x02–4x04)
- 2013: Great Night Out (Fernsehserie, Episoden 1x01 & 1x03)
- 2013: Crossing Lines (Fernsehserie, Episode 1x07)
- 2015: All the Ordinary Angels
- 2015: Suspects (Fernsehserie, 1 Folge)
- 2016: Inspector Banks (DCI Banks, Fernsehserie, Episoden 5x03 & 5x04)
- 2017: Ransom (Fernsehserie, Episode 1x09)
- 2017: The A Word (Fernsehserie, Episoden 2x01–2x05)
- 2018: Final Score